# Orville (Orne)
Orville – miejscowość i dawna gmina we Francji, w regionie Normandia, w departamencie Orne. W 2013 roku jej populacja wynosiła 94 mieszkańców. 
W dniu 1 stycznia 2016 roku z połączenia dwóch ówczesnych gmin – Orville oraz Le Sap – utworzono nową gminę Sap-en-Auge. Siedzibą gminy została miejscowość Le Sap. 